# Abdulkadir Özgen
Abdulkadir „Abdul“ Özgen (* 8. September 1986 in Stolberg) ist ein türkischer Fußballspieler.

## Karriere
2006 wechselte der Stürmer in die zweite Mannschaft von Alemannia Aachen. Aufgrund von Personalsorgen in der Offensive rückte Özgen nach der Winterpause in den Profikader auf. Sein Bundesliga-Debüt gab er am 31. März 2007 gegen den VfB Stuttgart, als er in der 88. Minute für Laurențiu Reghecampf eingewechselt wurde. Insgesamt kam er in der Saison 2006/07 zu zwei kurzen Bundesligaeinsätzen für die Alemannia. Danach spielte Özgen in der Regel wieder für die zweite Mannschaft der Alemannia. Im Zweitligaspiel beim 1. FSV Mainz 05 am 22. März 2009 erzielte er mit dem ersten Ballkontakt nach seiner Einwechslung sein erstes Tor in der Zweiten Liga. Für die Saison 2009/10 erhielt er ein Engagement im Aachener Profikader. 
Zur Saison 2010/11 wechselte Özgen zu Kayserispor in die Türkei. Seit dem 1. Februar 2011 steht Özgen bei Bucaspor unter Vertrag, für die er in der Saison 2011/2012 in der türkischen 2. Liga in 30 Spielen 14 Tore erzielte. Daraufhin wechselte er zum 1. Juli 2012 in die 1. Liga zu Sivasspor. Für die Rückrunde der Saison 2012/13 wurde er an den Zweitligisten Samsunspor ausgeliehen. Zum Sommer 2013 kehrte Özgen zu Sivasspor zurück und wurde vom neuen Cheftrainer Roberto Carlos im Kader behalten. Nachdem er aber bis zur Winterpause lediglich zu einem Ligaeinsatz gekommen war, wurde er im Frühjahr 2014 für den Rest der Spielzeit an den Zweitligaklub Manisaspor ausgeliehen.
Zum Saisonende kehrte Özgen zu Sivasspor zurück und wechselte anschließend zum Zweitligisten Şanlıurfaspor. In der Wintertransferperiode 2015/16 wechselte er innerhalb der TFF 1. Lig zu Adana Demirspor. Mit dem Vertragsende zum Sommer 2016 wurde Özgen zusammen mit seinem Teamkollegen Burak Çalık vom Ligarivalen Balıkesirspor verpflichtet.
Zur Rückrunde der Saison 2018/19 wechselte Özgen erneut zu Samsunspor (TFF 2. Lig), wo er schon 2013 kurz spielte. Dort erzielte er in 16 Spielen sechs Tore und nahm an den Aufstiegs-Play-Offs teil. Doch nach der Spielzeit wurde sein Vertrag nicht verlängert und er ist seitdem ohne neuen Verein.

## Erfolge

### Auszeichnungen
- Spieler des Jahres von Samsunspor: 2012/13[4]